# Frak
Frak je najsvečano muško crno večernje odijelo koje se nosi o velikim svečanostima i na primanjima. Frak je prepoznatljiv po dugim skutima odostraga, a naprijed su od struka izrezani. Nosi se preko uškrobljene bijele košulje s odvojivim ovratnikom i prsluka uz bijelu bijelu leptir-kravatu, na crne hlače s visokim strukom uz lakirane crne cipele. Kao modni dodatak fraku mogu se nositi šešir ("cilindar") i bijeli šal.
Potječe iz 18. stoljeća kada se iz Engleske proširio na kontinent. Za vladavine francuskoga kralja Luja XVI. (1774. – 92.) frak je bio također i dvorsko svečano odijelo, a nakon Francuske revolucije vojna i činovnička odora. Isprva dugačak taman kaput, uska struka, frak se u doba romantizma izrađivao u pastelnim bojama i dobio je graciozan oblik: prednji je dio skraćen, a otraga lepršaju dva skuta. Pojednostavnjenjem mode u drugoj polovici 19. stoljeću frak se gubi kao svakodnevna građanska odjeća. 
U engleskom jeziku naziva se full evening dress, odnosno white tie. Kolokvijalno, taj se odjevni predmet zove i tailcoat ili samo tails, a u hrvatski jezik dolazi iz njemačkog Frack.

## Poveznice
- Smoking